# Махмудіє (галеон)
«Махмудіє» був лінійним кораблем Османського флоту. Спущений на воду 30 жовтня 1828. Це був трищогловий трипалубний вітрильний корабель зі 128 гарматами, який, можливо, можна вважати одним із небагатьох завершених важких першокласних лінкорів у світі. «Махмудіє», з ревучим левом як носовою фігурою, мав служити для відновлення морального духу нації після втрати флоту в Наваринській битві в 1827 році. Протягом багатьох років флагман був найбільшим військовим кораблем у світі.

## Характеристики
76,15 м × 21,22 м  лінійний корабель перевозив на борту 1280 моряків.
Це був 120-гарматний лінійний корабель, з гарматами калібру від 3-фунтових до масивних 500-фунтових, які стріляли кам'яними ядрами. Ці гармати були встановлені вздовж борту на трьох палубах. На момент завершення будівництва це був найбільший вітрильний корабель, який коли-небудь будувався.

## Історія служби
Він був побудований військовим архітектором Мехметом Калфою та військовим інженером Мехметом Ефенді за наказом Махмуда II (правив у 1808–1839 роках) в Імператорському арсеналі, на Золотому Розі в Константинополі.

## Єгипетсько-османські війни

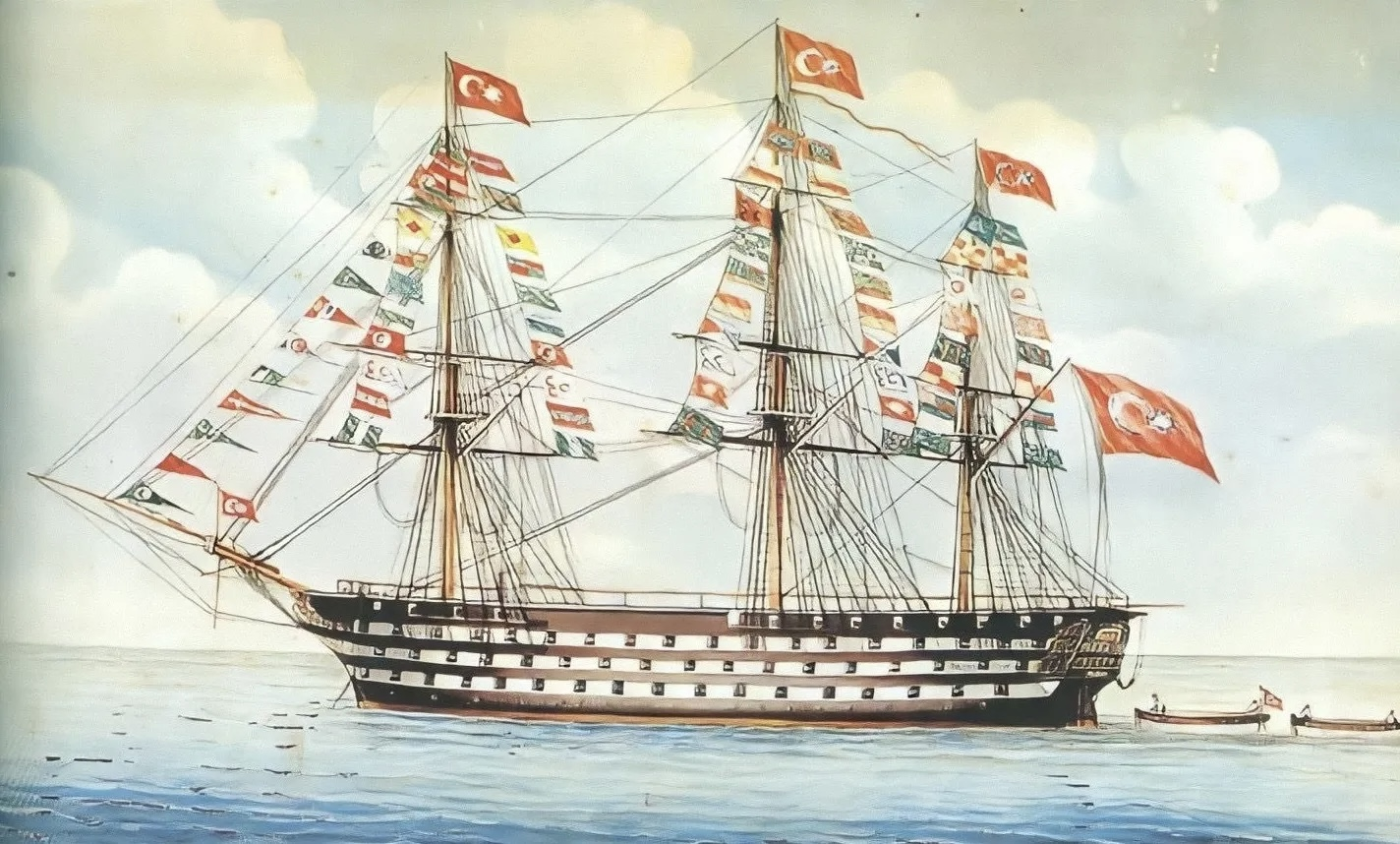
Махмудіє

На початку Першої єгипетсько-османської війни в 1831 році, спричиненої єгипетським вторгненням до Палестини, «Махмудіє» вже був у поганому стані, незважаючи на те, що йому було лише кілька років. Значна частина його корпусу була уражена сухою гниллю, хоча він все ще служив османським флагманом під час війни. Під час війни османський флот разом з ескадрою з британського Королівського флоту блокував головну єгипетську військово-морську базу в Іскендеруні. Це включало далекобійне бомбардування 18 серпня 1831 року. Війна закінчилася в 1833 році після втручання Росії від імені османського уряду та тиску з боку Британії, Франції та Австрії на Єгипет щодо виведення військ, але невирішені розбіжності між Єгипетським еялетом та центральним урядом призвели до Другої єгипетсько-османської війни 1839–1841 років.
Після смерті султана Махмуда II 1 липня 1839 року внутрішня боротьба за владу призвела до встановлення проросійського Коджі Хюсрева Мехмеда-паші під керівництвом султана Абдул-Меджида I. 4 липня 1839 року командувач османським флотом, невдоволений російським впливом у новому уряді, вирішив перевести більшу частину османського флоту, включаючи «Махмудіє», на єгипетську сторону. Він поплив до Бешик-Бухти, де знаходився міжнародний флот, що складався з британських, французьких та російських військових кораблів. За допомогою проєгипетських французів він потім перевів флот на Кос, де вступив у переговори з Єгиптом щодо прийняття флоту в Іскендеруні 14 липня. Через рік, у липні 1840 року, британці висунули Єгипту ультиматум щодо повернення кораблів та передачі Леванту османському уряду, однак єгиптяни відмовилися, і тому Королівський флот обстріляв усі головні порти в регіоні, що завершилося бомбардуванням Акри 1 листопада. Це змусило єгиптян капітулювати, і 27 листопада «Махмудіє» та решта османських кораблів були звільнені, щоб повернутися до Константинополя.

## Пізніша кар'єра

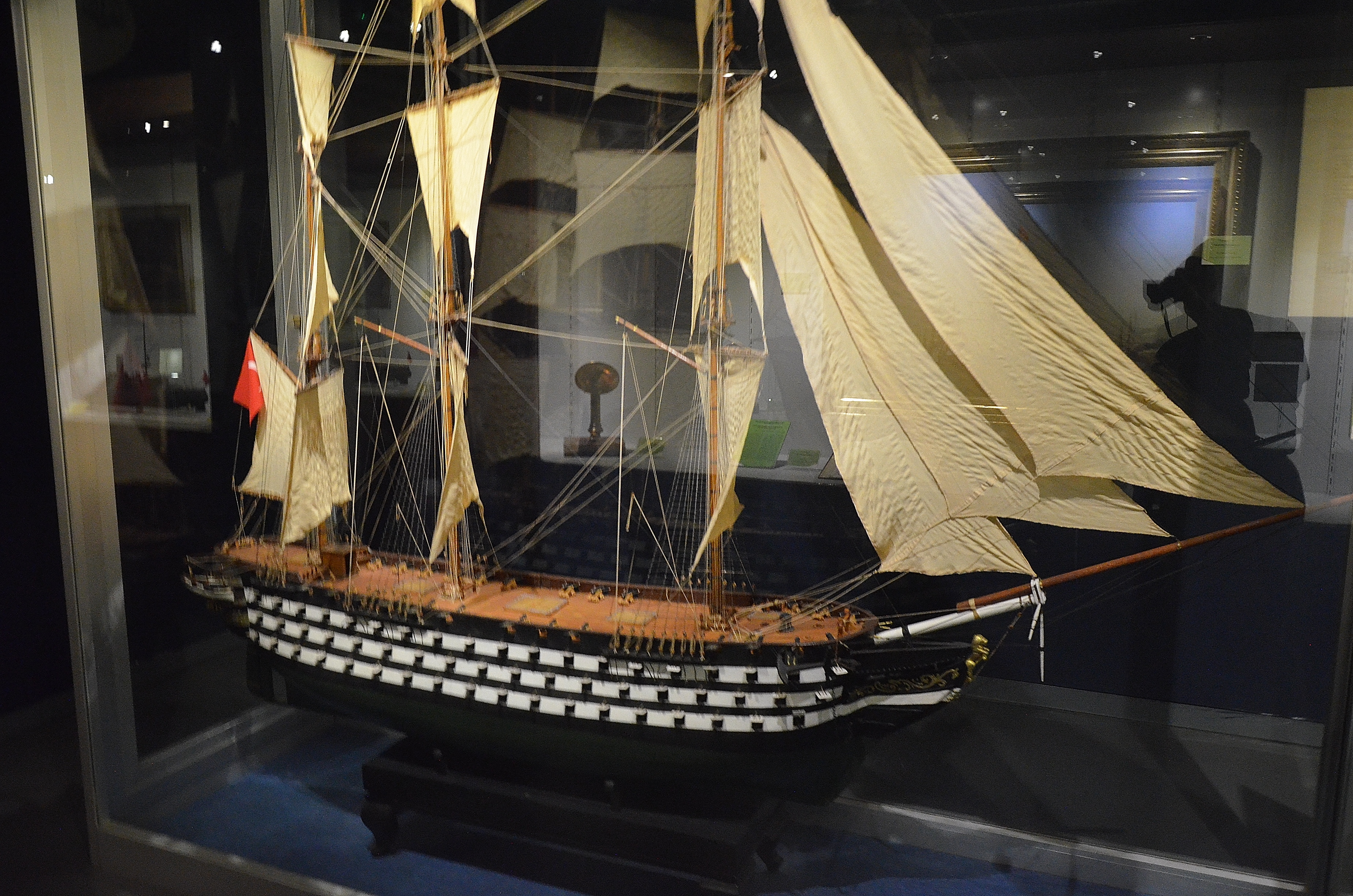
Модель «Махмудіє» в Стамбульському військово-морському музеї

«Махмудіє» брав участь в Облозі Севастополя (1854–55) під час Кримської війни (1854–56) під командуванням адмірала флоту Кайсерлі Ахмета-паші. Після успішної місії в Севастополі він був удостоєний звання Газі.
З появою парової енергії наприкінці 1840-х років розглядалося питання про перетворення чисто вітрильного корабля на пароплав. Однак під час огляду корпусу в Британії наприкінці 1850-х років було виявлено, що він сильно згнив і не вартий реконструкції. Механізми, які були виділені для «Махмудіє», натомість були встановлені на фрегаті «Мубір-і-Сюрур».
Під час російсько-турецької війни 1877–1878 років «Махмудіє» був задіяний як військовий транспорт, оскільки уряд відчував нестачу транспортних кораблів. Великий розмір корабля зробив його ефективним транспортом завдяки його здатності перевозити велику кількість військ. 27 грудня чотири російські торпедні катери атакували «Махмудіє» та броненосець «Асар-і-Тевфік», коли вони стояли на якорі в Батумі, але всі їхні атаки не досягли цілі.